# Motor AMC Straight-4
El motor AMC de cuatro cilindros en línea (nombre original en inglés: AMC Straight-4 engine) fue desarrollado por American Motors Corporation (AMC) para su propio uso. Era un propulsor I4 de 2.5 L de cilindrada, que se usó en distintos vehículos de AMC, Jeep y Dodge entre 1984 y 2002.
Aunque el "Iron Duke" fue un motor I4 predecesor en algunos vehículos AMC, no tiene nada en común con el AMC de 2.5 L.

## Desarrollo
American Motors dedicó tres años al desarrollo de un nuevo motor de cuatro cilindros, diseñado con el mismo espacio entre ejes de cilindros que los anteriores motores de AMC, de forma que la mayoría de las herramientas con las que se fabricaban las restantes partes del motor pudieran seguir siendo las mismas. La ubicación de otros componentes principales, como la distribución, el filtro de aceite y el motor de arranque, también se mantuvo igual, con el fin de poder usar las máquinas herramienta disponibles ya utilizadas para producir el motor AMC XJ 4.0.
Según el ingeniero jefe de Jeep, Roy Lunn, "a diferencia de la mayoría de los motores disponibles en la actualidad, no ha sido diseñado para automóviles de pasajeros y luego adaptado para los pickups. Lo desarrollamos específicamente para nuestros vehículos Eagle y Jeep, que teníamos en mente. Esa es la razón por la que el rendimiento y la durabilidad fueron de tan primordial consideración desde el principio". Aunque algunos de los componentes eran intercambiables entre el motor de seis cilindros en línea AMC de 258 plg³ (4,2 L) y el nuevo motor, el propulsor de cuatro cilindros no era una versión reducida del de seis. Roy Lunn señaló: "Hay algunas partes comunes, pero el 4 cilindros incluye muchos elementos únicos, como sus propios sistemas electrónicos. También tiene una carrera más corta y un diámetro interior más grande. Las válvulas son más grandes y los pistones son nuevos". Roy Lunn recordaba que: "Queríamos la mayor cilindrada (para obtener potencia y par motor) que fuera posible dentro de los límites marcados por la posición de los ejes de perforación de las herramientas. El único parámetro en el que podíamos influir sustancialmente era la carrera. Así que elegimos el diámetro y la carrera más grandes posibles para obtener 2,5 litros de desplazamiento".

## Diseño
El motor AMC de 150 plg³ (2,5 L) tenía un diámetro x carrera de 3,875 x 3,1875 plg (98,4 x 81,0 mm) para un desplazamiento total de 150,36 plg³. La culata presentaba una cámara de combustión y un diseño de puertos que luego se usó en el 4.0 L: la culata I-4 de 2.5 L perdió dos cilindros en su centro, a diferencia de los motores de seis cilindros. El motor 2.5 también contaba con cinco cojinetes de apoyo principales en el cigüeñal y ocho válvulas en cabeza.
Para la carcasa de la campana de la transmisión, en lugar del patrón de pernos estándar de AMC, los ingenieros de AMC/Jeep adoptaron para su nuevo motor el patrón de pernos de los motores de cuatro cilindros y V6 pequeños de General Motors (comúnmente usado con los motores transversales de GM), porque el nuevo motor AMC 2.5 reemplazó a los motores de cuatro cilindros que habían sido comprados a GM; y porque AMC continuó comprando el 2.8 L V6 de GM hasta que se introdujo el 4.0 L I6 en 1987. El cuatro cilindros y el V6 compartían los mismos componentes de la transmisión, mientras que se necesitaba una transmisión más robusta para el nuevo motor de 4.0 L. El motor de 2.5 L también compartió hasta 1986 un filtro de aceite roscado de 18 mm usado con el GM 2.8 L (ACDelco PF47 o equivalente); pero cuando el 4.0 L entró en producción con el XJ, el filtro de aceite se cambió a un tamaño de rosca de 20 mm compartido con los Renault hasta 1991.
El AMC I4 apareció por primera vez en el año del modelo de 1984, con el nuevo Jeep Cherokee (XJ). En 1986, la culata se sometió a una revisión menor, de forma que los pernos se aumentaron de 7/16 a 1/2 pulgada. De 1997 a 2002 se comercializó como "Power-Tech I4". Fue producido hasta 2002 para el Jeep Wrangler, así como para la camioneta Dodge Dakota que también presentaba el motor de cuatro cilindros diseñado por AMC/Jeep como su propulsor estándar en los modelos de cabina regular con tracción trasera desde 1996 hasta 2002.
Este motor ligero es similar a su "hermano mayor" de 4.0 L y, aunque no era muy potente, era duradero y no tenía problemas de fiabilidad.
Para el último año la potencia se aumentó hasta 121 HP (90 kW; 123 CV) a 5400 rpm y 145 lb·pie (197 N·m) de par a 3250 rpm usando una intección multipunto (MPFI). A modo de comparación, el 258 I6 rendía 112 HP (84 kW; 114 CV) a 3200 rpm y 210 lb·pie (284,7 N·m) de par a 2000 rpm en su último año con el carburador controlado electrónicamente.
Durante varios años, el motor del Wrangler estuvo rebajado, y desde al menos entre 1992 y 1995 rendía 130 HP (97 kW; 132 CV) y 149 lb·pie (202 N·m) de par y una relación de compresión de 9.2:1 en los Cherokee y los Comanche.
| AMC 150 plg³ (2,5 L)                                | Relación de compresión | Ptencia                       | Par motor                   |
| --------------------------------------------------- | ---------------------- | ----------------------------- | --------------------------- |
| Carburador de un cuerpo (84-85)                     | 9.2:1                  | 105 HP (78 kW; 106 CV) a 5000 | 132 lb·pie (179 N·m) a 2800 |
| Inyección en el cuerpo del acelerador (TBI) (86-90) | 9.2:1                  | 117 HP (87 kW; 119 CV) a 5000 | 135 lb·pie (183 N·m) a 3500 |
| Inyección de combustible multipunto (MPFI) (91-02)  | 9.1:1                  | 120 HP (89 kW; 122 CV) a 5250 | 139 lb·pie (188 N·m) a 3250 |

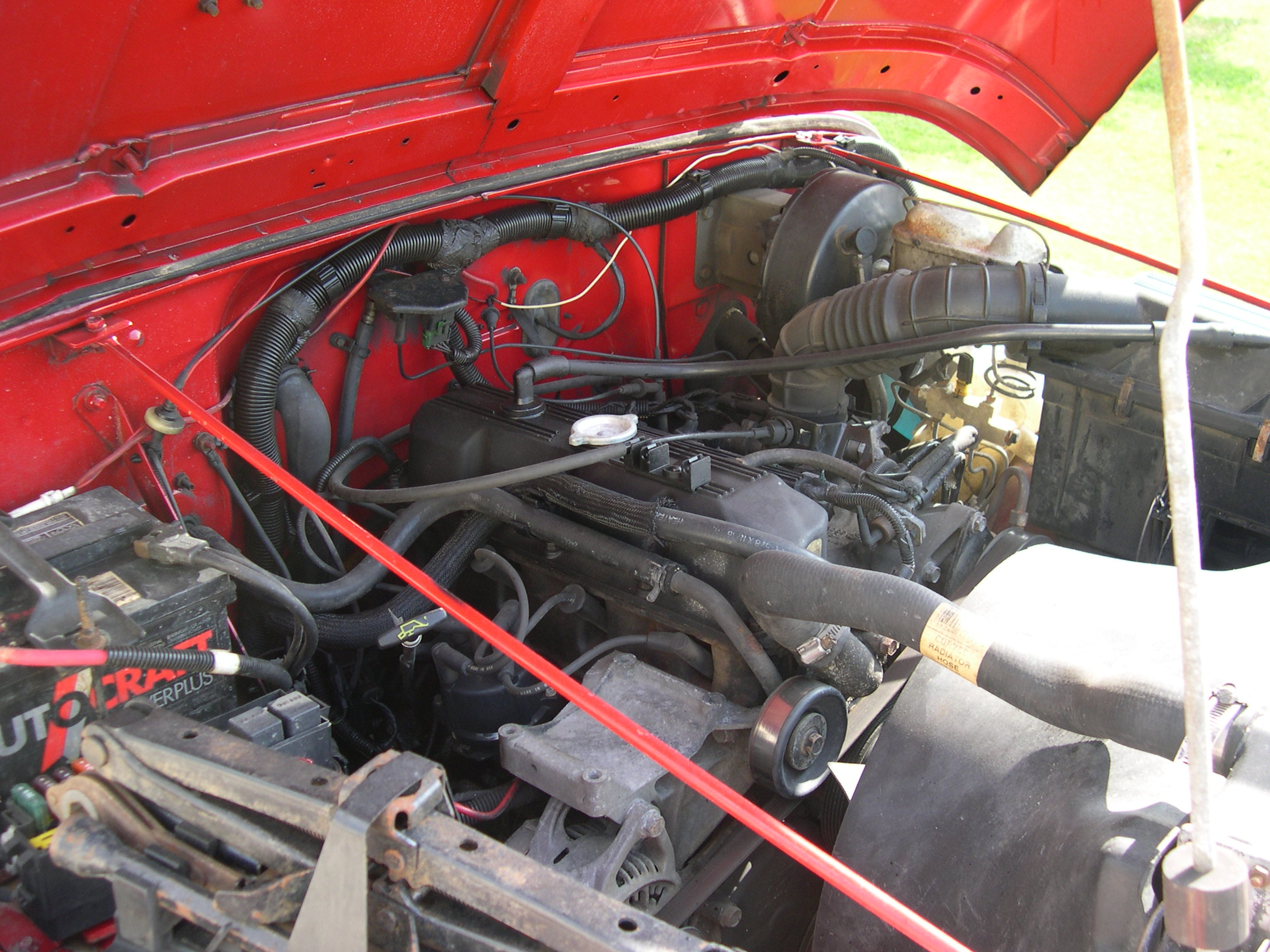
Motor AMC Straight-4 de 2.5 L en un Jeep YJ de 1992

Debe tenerse en cuenta que el sistema TBI fue fabricado por Renix y se usó desde mediados de 1986 hasta agosto de 1990.

## Aplicaciones
El motor AMC 150 plg³ (2,5 L) se utilizó en los siguientes vehículos:
- 1983-1984 Jeep DJ-5M
- 1983–1984 AMC Eagle
- 1984–1986 Jeep CJ
- 1984–2000 Jeep Cherokee (XJ)
- 1986–1992 Jeep Comanche (MJ)
- 1987–2002 Jeep Wrangler (YJ/TJ)
- 1988–1989 Eagle Premier
- 1996–2002 Dodge Dakota

## Beijing en China
La empresa conjunta china de AMC, Beijing Jeep Corporation, también fabricó el motor de cuatro cilindros en línea de 150 pulgadas cúbicas para su instalación en el XJ Cherokee construido localmente, originalmente llamado Beijing Jeep BJ213 Cherokee. La fabricación local comenzó en 1984 y el nombre del motor era C498QA en China. Se aplicó en una amplia gama de variantes y nombres en clave al Cherokee con el paso de los años, siendo el cambio más significativo el renovado Beijing Jeep 2500, que llegó en 2002. Beijing Jeep también desarrolló una versión de 2.7 litros suavizada llamada C498QA3, que comenzó a producirse aproximadamente en 2003. Este motor de inyección de combustible reemplazó al de 2744 cm³ (167,4 plg³), rinde 96 kW (131 CV; 129 HP) a 4800 rpm y se instaló en una variante del 2500 de vida bastante corta llamada Jeep 2700.
Desde el comienzo de la empresa conjunta de Jeep, Beijing había previsto instalar el motor C498QA en el Beijing Jeep original, habiéndose realizado una instalación de prueba en 1986 (con el modelo BJ 212 E). Sin embargo, el primer derivado del antiguo Jeep de Beijing que se equipó con el motor estadounidense fue el renovado BJ 2020 V de 1999. El sedán prototipo BJ 752 de Beijing también se equipó con el motor Jeep Cherokee, pero solo se fabricaron tres ejemplares en 1987 y 1988. Después de que la empresa conjunta se disolviera en 2009, la fabricación del Cherokee continuó bajo el nombre de Beijing Auto Works (BAW), aunque BAW solo instaló desde 2004 hasta 2008 el motor C498QA en su SUV BJ2025 Leichi, basado en el Cherokee.